# NGC 6239
NGC 6239 is een balkspiraalstelsel in het sterrenbeeld Hercules. Het hemelobject werd op 12 april 1788 ontdekt door de Duits-Britse astronoom William Herschel.

## Synoniemen
- UGC 10577
- MCG 7-35-1
- ZWG 225.2
- ZWG 224.105
- IRAS 16484+4249
- PGC 59083